# Jan Brodnicki
Jan z Błociszewa, Brodnicy, Grabianowa Brodnicki herbu Ostoja (zm. po 1470 r.) – rycerz, dziedzic Grabianowa w Wielkopolsce, pisał się z Brodnicy.

## Życiorys
Jan Brodnicki urodził się zapewne w jednej z wsi należących do rodziny (były to m.in. Brodnica i Błociszewo). Brodnicki był synem Mikołaja z Błociszewa Błociszewskiego, kasztelana santockiego i sędziego poznańskiego. Jego matką była Katarzyna. Miał siostrę Jadwigę i braci: Macieja, Andrzeja i Mikołaja. Ożeniony był z Częstochną, której zapisał w roku 1425 dożywocie na czwartej części Grabianowa. W roku 1437 sprzedał folwark w Grabionowie za 160 grzywien Pietraszowi z Piotrowa. Posiadał też prawdopodobnie jakieś części Brodnicy, gdyż w latach 1469–1470 występował jako niegdy Brodnicki, stryj rodzony córek Andrzeja Brodnickiego.